# Meteorologiåret 1874

## Händelser

### April
- 22 april – En köldvåg bryter ut i Minnesota, USA [1].

### Maj
- 16 maj - Regnväder i västra Massachusetts, USA orsakar översvämningar vid Millfloden.  Skador för totalt miljoner 1 miljon $ orsakas och 144 personer dödas [2].

### Juni
- 1 juni - Den första svenska väderbulletinen utkommer med uppgifter om tryck, temperatur, vindhastighet och vindriktning samt en sammanfattning av vädret med väderkarta från ett tiotal svenska och ett tiotal icke-svenska väderstationer [3].
- 20 juni - Sju personer dödas under ett åtta timmar långt åskväder i Manitoba, Kanada [4].

### Okänt datum
- Dygnsnederbörd börjar mätas i Danmark [5].
- Nederbörden börjar mätas i Røros, Norge [6].

## Födda
- 15 mars – Wasaburo Oishi, japansk meteorolog.
- 6 juni – Johan Sandström, svensk oceanograf, fysiker och meteorolog.

### Fotnoter
1. ↑  ”Arkiverade kopian”. Arkiverad från originalet den 16 juli 2010. https://web.archive.org/web/20100716104244/http://www.climate.umn.edu/pdf/day_in_weather_history/april_wx_history.pdf. Läst 16 februari 2011.
2. ↑  NESEC - floods Arkiverad 11 augusti 2006 hämtat från the Wayback Machine.
3. ↑  Karlskoga-Kuriren 15 januari 2011 - Det var en gång ...
4. ↑  ”Dan, Dan the Weatherman's Canadian Weather Trivia Page”. Arkiverad från originalet den 9 september 2013. https://web.archive.org/web/20130909001246/http://www.dandantheweatherman.com/cantriv.html. Läst 7 mars 2011.
5. ↑  SMHI Arkiverad 25 november 2012 hämtat från the Wayback Machine.
6. ↑  MET